# Макбет (фильм, 1971)
«Макбе́т» (англ. Macbeth, другое название — англ. The Tragedy of Macbeth) — фильм режиссёра Романа Полански 1971 года. Экранизация одноимённой трагедии Уильяма Шекспира.

## Сюжет
Макбет и Банко, два военачальника армии Дункана, короля Шотландии, возвращаются из победоносной кампании. На песчаной равнине они встречают трех ведьм. Ведьмы предсказывают Макбету, что он будет королём. Для того чтобы добиться престола, Макбет при помощи своей жены убивает правящего короля Дункана, а все подозрения падают на прислугу.
В дальнейшем, уже будучи королём, Макбет снова видит трёх ведьм, но теперь они делают предостерегающие предсказания о том, что он потеряет власть. Эти предсказания также сбываются, и Макбет в финальной битве погибает от меча Макдуфа, который отрубает ему голову. Макдуф поднимает корону и передаёт её новому королю — Малкольму (сыну Дункана).

## В ролях
- Джон Финч — Макбет
- Франческа Аннис — леди Макбет
- Мартин Шоу — Банко
- Теренс Бэйлер — Макдуф
- Джон Страйд — Росс
- Николас Селби — Дункан
- Стефан Чейз — Малкольм
- Пол Шелли — Дональбэйн
- Мэйзи МакФаркьюхар — первая ведьма
- Элзи Тейлор — вторая ведьма
- Ноэлла Риммингтон — третья ведьма
- Ноэль Дэвис — Сейтон
- Сидни Бромли — привратник
- Ричард Пирсон — доктор

## Награды и номинации
Награды
- 1972 — Премия Национального совета кинокритиков США за лучший фильм на английском языке.
- 1973 — Премия BAFTA за лучший дизайн костюмов (Энтони Мендлсон)

Номинации
- 1973 — Премия BAFTA за лучшую музыку к фильму (группа The Third Ear Band)

## Съёмки
- В фильме в сцене, где леди Макбет видит сон, героиня обнажена — из-за этой сцены режиссёр подвергся критике.
- На роль леди Макбет первоначально планировалась актриса Тьюсдей Уэлд, но она отказалась из-за планируемой обнажённой сцены.
- Фильм был снят в Уэльсе в период туманов.